# Jan Ebbeler

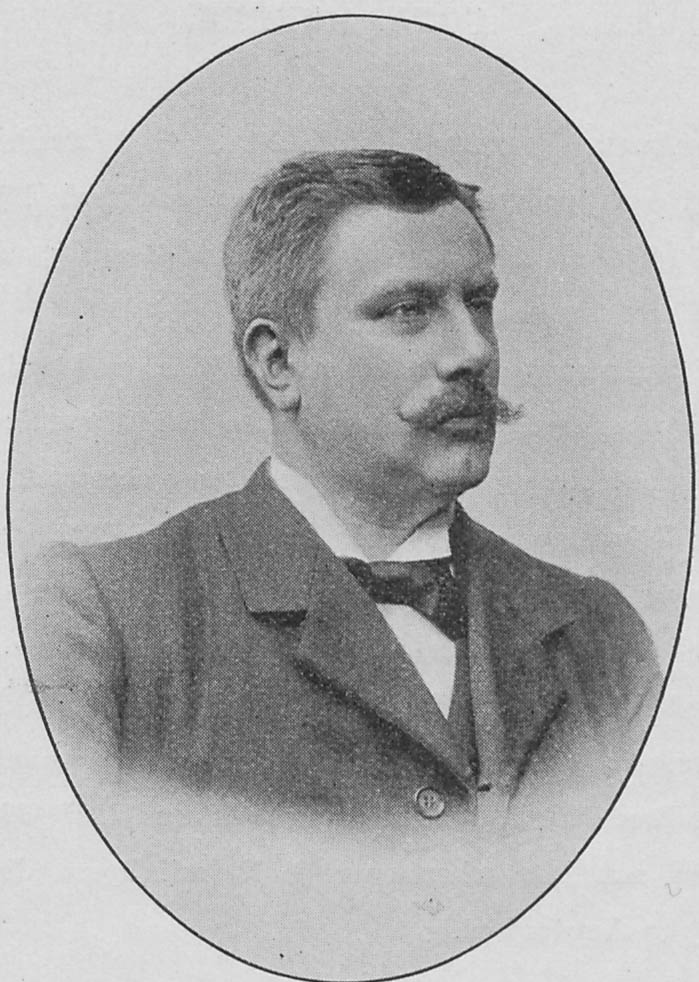
Jan Ebbeler in Onze Musici 1898

Marie (Jan) Ebbeler (geboren Rotterdam, 21 oktober 1864) was een Nederlands bas.
Hij was zoon van expediteur Evert Johannes Ebbeler en Jacoba de Bruijn. 
Hij was al werkzaam in de handel, toen hij wat ouder besloot zich tot de zangkunst te wenden. Hij nam les bij Paul Haase en Cornélie van Zanten. Vanaf 1894 was hij werkzaam voor de Nederlandse Opera van Johannes George de Groot, dat al snel ter ziele ging. Ebbeler pakte zijn studie weer op en in 1895 was hij zanger in het gezelschap van Cornelis van der Linden. Als aanvulling trad Ebbeler ook wel op als concertzanger. Ebbeler maakte deel uit van het zangerskwartet Les quatre mousquetaires, waarin ook Johan Schmier en Sidney Cauveren zongen.
Wanneer in 1904 het gezelschap wordt opgeheven wendt Jan/Marie Ebbeler zich tot de veredeling van alcoholische dranken (De Ware Jacob, 1904). Desalniettemin zong hij in 1907 onder de naam John Ebbeler weer bij Opera Scotland in Lohengrin onder de toevoeging “from the Opera House Amsterdam”. Ook in 1918 stond hij nog op de planken in het gezelschap van Carl Rosa Opera Co, aldus The Cambria Daily Leader van 28 oktober 1918.